# تندیس بزرگ‌زاده اشکانی
تندیس بزرگ‌زادهٔ اشکانی یا مردِ شَمی یکی از اصلی‌ترین آثار باقی‌مانده از هنر اشکانیان است. جنس این تندیس از مفرغ توخالی است.این تندیس در موزه ایران باستان نگهداری می‌شود. اغلب محققان بر این باورند که این تندیس منسوب به سورنا سردار مشهور پارت‌ها ست. دیدگاه دیگر او را همان فرمانروای محلی سنگ‌نگارهٔ خونگِ اژدر می‌داند. به اعتقاد آندره گدار سر و بدن این مجسمه جداگانه ساخته شده‌اند و ساخت آن‌ها نیز در دو محل جداگانه صورت گرفته‌است. اگر چه گدار می‌گوید که جنس مفرغ سر مجسمه با بدنه آن متفاوت است اما هیچ دلیلی را در این خصوص یادآور نمی‌شود.
زمانی که در سال ۱۹۳۶م، اورل اشتاین باستان‌شناس یهودی اهل مجارستان، از محوطه روستای تاریخی شمی (از توابع شهرستان ایذه) بازدید کرد، دریافت که مردی با نام آ مُهمَد پناهی زمانی که درحال کندن و صاف کردن زمین برای ساخت خانه بود ، مجسمه بزرگی از جنس مفرغ را کشف کرده‌ و از آن نگهداری کرده . آمهمد بدلیل پیدا کردن آن مجسمه سختی های زیادی کشید و مسئولین حکومتی او را به سختی بازجویی کردند. اورل اشتاین با بررسی و حفاری محلی که مجسمه در آنجا پیدا شده بود، ده‌ها شیء تاریخی و پایه‌های مجسمه مفرغی را یافت. این اکتشافات، اهمیت محوطه تاریخی شمی را آشکار کرد و باعث شد باستان‌شناسان دیگری نیز به کاوش در آن بپردازند؛ این کاوش‌ها همچنان در محوطه شمی ادامه دارد.

## اکتشاف
تندیس مرد شمی در سال ۱۳۱۲ه‍.ش در حوالی «کله چندار» روستای شمی از شهر ایذه، هنگامی که کارگران مشغول پی کنی برای ساخت و ساز بودند با پیکرهٔ مفرغی بزرگی برخورد می‌کنند. این تندیس با شماره ۲۴۰۱ در موزه ملی ایران به ثبت رسیده‌است.

## مشخصات
تندیس مرد شمی، ۱۹۴ سانتیمتر بلندی و پهنای آن ۶۰ سانتیمتر است و از مفرغ توخالی به شیوه ریخته‌گری ساخته شده‌است.آرایش موها و پوشش آن مانند سوارکاران است. بالاپوش یقه هفتی و شلوار بر تن دارد و کمربندش با پلاک‌های فلزی آراسته شده‌است. دست راست این تندیس، به‌طور کامل و دست چپش از مچ به پایین از بین رفته‌است.

## لباس و پوشش مجسمه

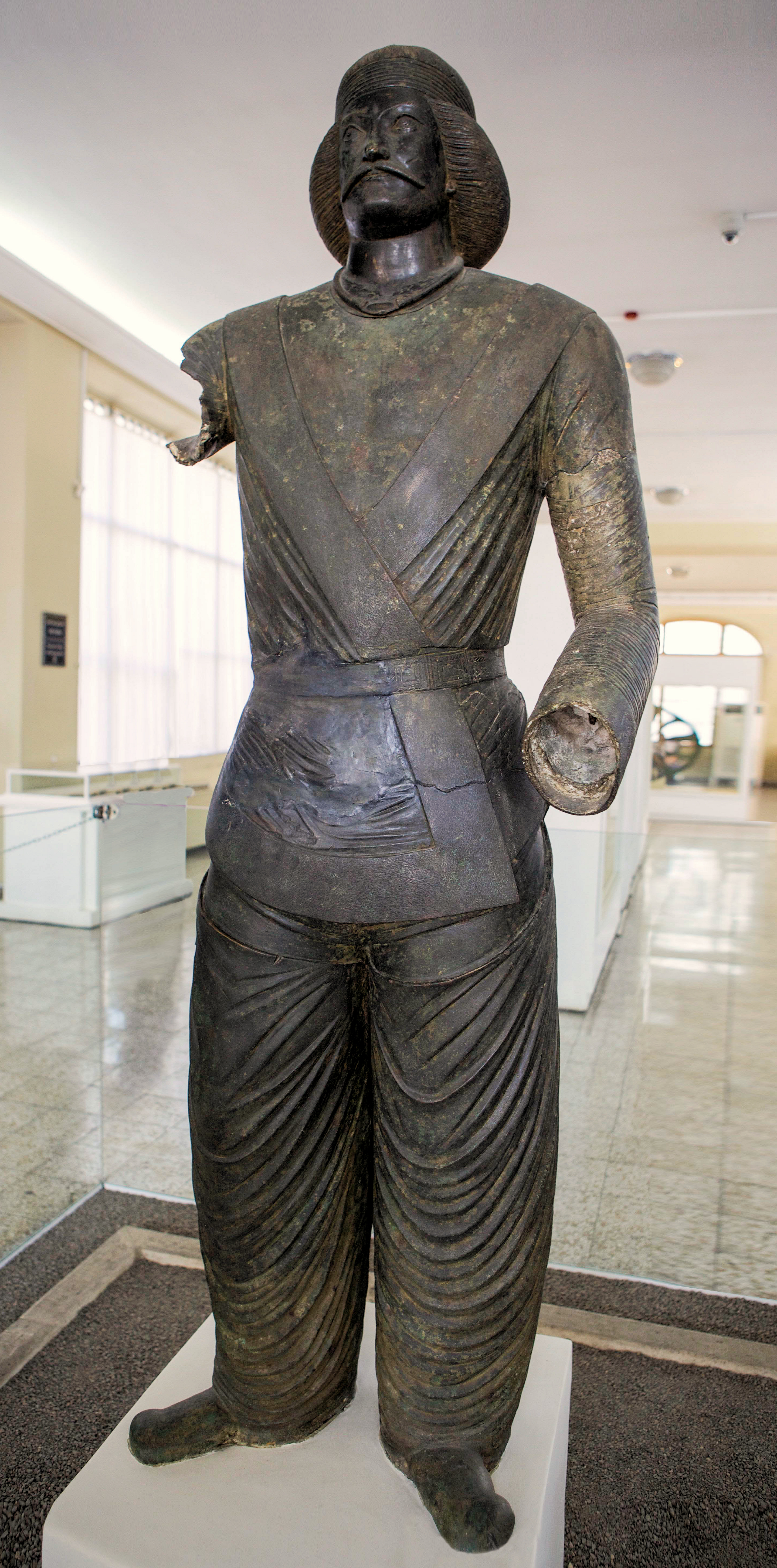
تصویر مجسمه نجیب زاده اشکانی در موزه ملی ایران، با پوشش خاص اشکانی

دانشنامه ایرانیکا در ارتباط با پوشش مجسمه نجیب زاده‌ی اشکانی در مقاله مجمسه مرد شمی می‌نویسد:
 مجسمه نجیب زاده اشکانی ملبس به یک کت آستین دار با یقه ی V شکل است، که شلواری بلند و گشاد با کمری باریک به تن دارد که لباس رایج اشکانیان از سوریه تا بین النهرین وآسیای میانه بوده است
دانشنامه ایرانیکا در توضیح این پوشش خاص اشکانی در ادامه مقاله اضافه می‌کند، وجود گسترده این نوع پوشش در میان اشکانیان با آثار اشکانی یافت‌شده در سراسر منطقه تحت سلطه اشکانیان اثبات شده‌است، مثلاً نگاره‌های یافت‌شده از قلعه اشکانیان در نسا پایتخت اشکانیان که در ترکمنستان امروزی واقع شده‌است که مربوط به قرن اول پیش از میلاد است یا چندین سفال و گچ‌بری و مجسمه‌های فلزی زنان و مردان اشکانی در دژنباس قلعه خوارزم ملبس به این پوشش و همچنین آثار یافت شدهٔ اشکانی شهر باستانی افراسیاب در سمرقند با این نوع پوشش و آثار یافت شده سایت کوشانی کامپیر تپه برات تپه دالورژین تپه در جنوب ازبکستان کنونی و لباس نجیب‌زاده اشکانی دفن شده در تپه شماره چهار در شمال افغانستان که همگی ملبس به این پوشش خاص اشکانی هستند، و پرده‌های نگارین یافت شده در حفاری حوضه Tarim در شمال غربی چین که حاوی تصویر مردی مشابه مرد شمی در نوع پوشش لباس و آرایش موها و چهره اوست واین نشان از این امر دارد که این عناصر مشابه پوشاک تا کجای شرق گسترده شده‌اند.

## آثار هنری مرتبط
- در تاریخ ۱۲ مهر ۱۳۹۴ کتابی با عنوان «الیما مرد مفرغی شمی» در موزه ملی ایران رونمایی شد.[۲۰]
- فیلم کوتاه مستندی به نام «شمی؛ زادگاه مرد مفرغی، نیایشگاهی الیمایی» توسط خبرگزاری میراث فرهنگی ساخته شد که در آن از کشف آثار مرتبط با دوره الیمائی در محوطه کشف تندیس مرد شمی می‌پردازد.[۲۱]

## نگارخانه

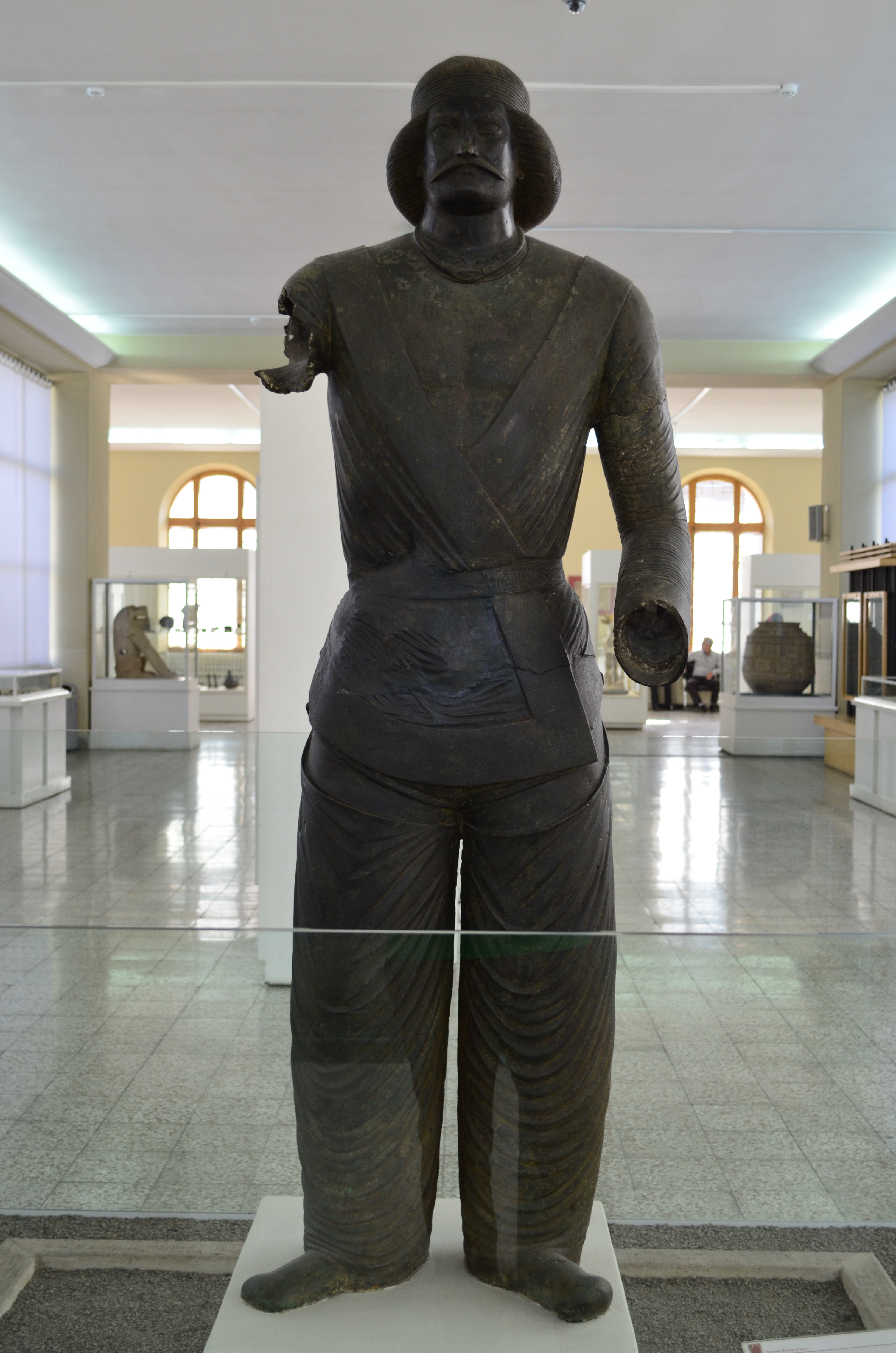
تندیس مرد شمی در موزهٔ ایران باستان
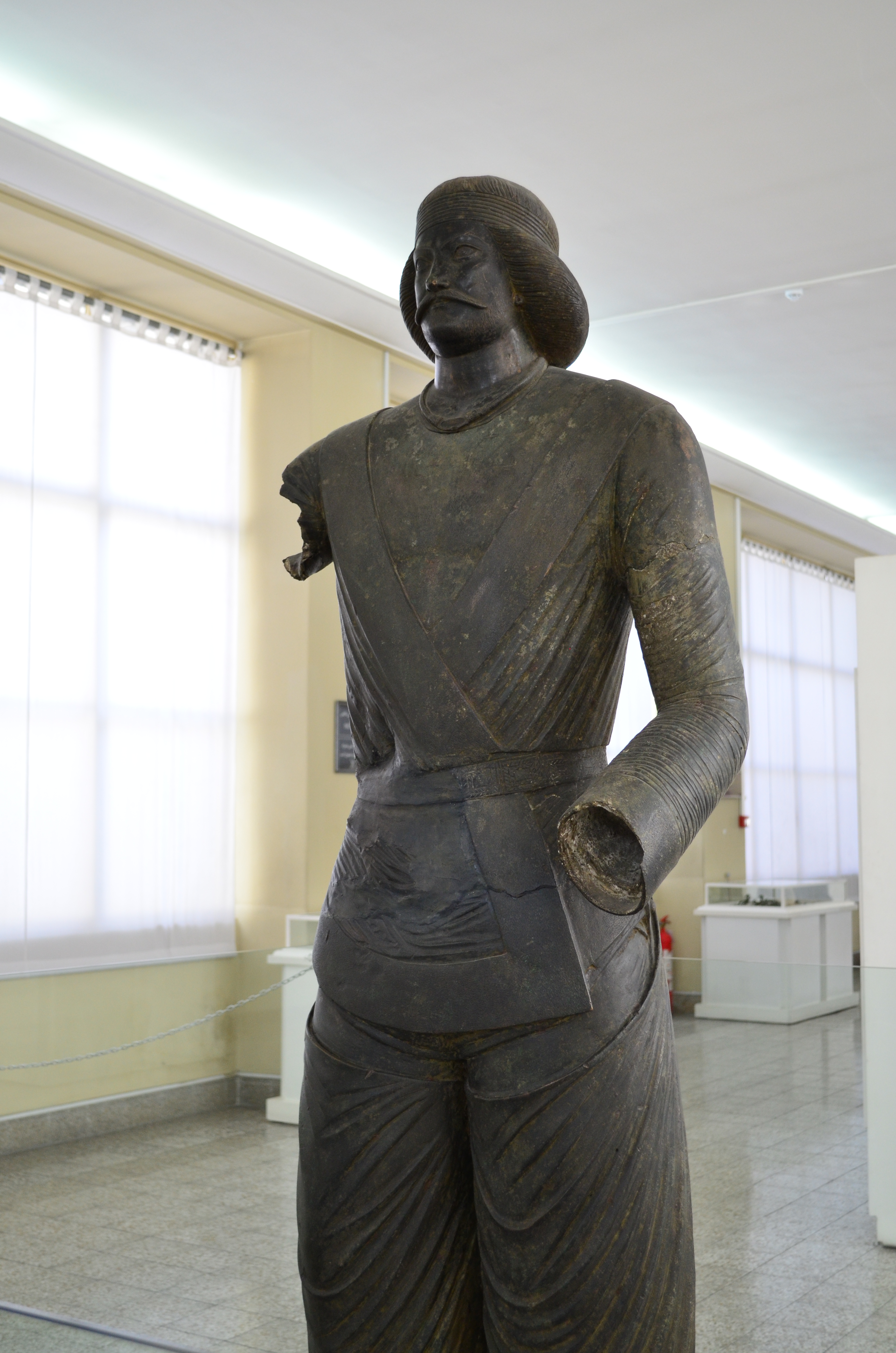
بالاپوش و یقهٔ مرد شمی از نزدیک
تصویری از کشف تندیس مرد شمی در سال ۱۳۱۲
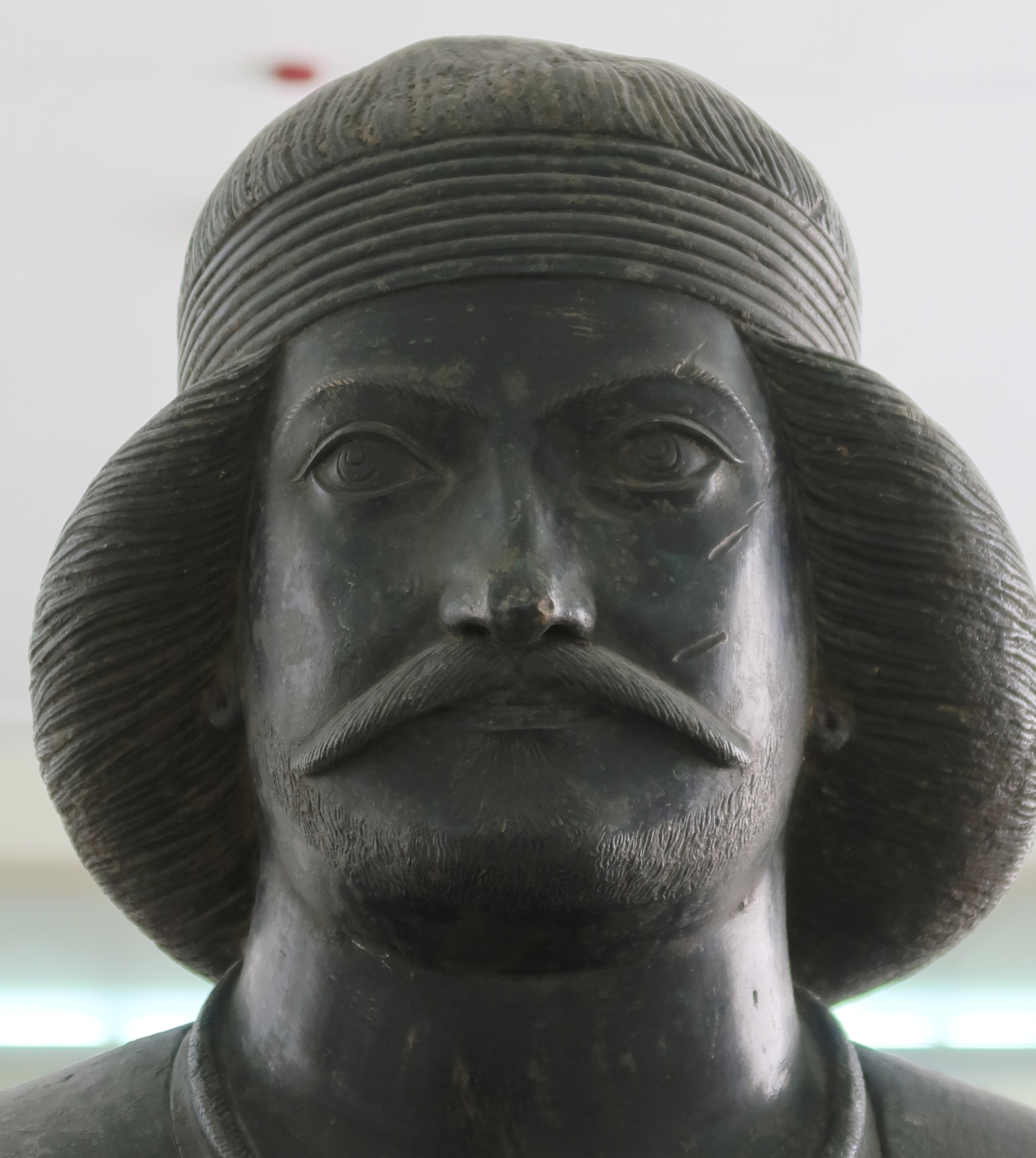